# Maurice Merleau-Ponty
Maurice Merleau-Ponty (født 14. marts 1908, død 3. maj 1961) var en fransk eksistentiel fænomenolog. Han var inspireret af Karl Marx og byggede videre på Husserls og Heideggers fænomenologi. Han var associeret med Jean-Paul Sartre og Simone de Beauvoir. De senere år er han blevet kritiseret for at favorisere et hvidt, maskulint og heteronormativt syn på kroppen, der usynliggør kvinder og reproducerer racisme og kolonialisme.
Merleau-Ponty lagde vægten på kroppen og den kropslige væren-i-verden som udgangspunkt for erkendelsen af verden, hvilket er et brud med den lange vestlige filosofiske tradition, der tager udgangspunkt i bevidstheden. Ifølge Merleau-Ponty er 'det kropslige cogito' (kropssubjektet) vores grundlæggende eksistensvilkår (kropsligt cogito er et førrefleksivt centrum for tanke og handling). Dette betyder, at kroppen i enhver situation allerede har sanset og skabt mening, før en bevidst refleksion eller tænkning kan finde sted. Den kropslige før-bevidsthed tager på denne måde udgangspunkt i et 'jeg kan', frem for rationalisternes bevidste refleksion: 'jeg tænker', fordi kroppen situerer sig før tanken. Ontologisk set eksisterer krop og bevidsthed derfor ikke som to uafhængige størrelser, men er et og samme: krop i verden. Den eneste måde vi kan opleve denne før-bevidste kropslige situering på er gennem en tilbagevenden til fænomenerne: den umiddelbare eller levede erfaring. Kroppen er, ifølge Merleau-Ponty, som et kunstværk, hvis mangfoldighed af mening indbyder til fortolkning.
Merleau-Ponty beskæftiger sig med kroppens fænomenologi i sit hovedværk Phénoménologie de la Perception, der findes i en delvis dansk oversættelse (Merleau-Ponty, 2009, 2012).

## Liv
Merleau-Ponty blev født i 1908 i Rochefort-sur-Mer i Frankrig. Hans far døde i 1913, da Merleau-Ponty var fem år gammel. Efter gymnasieeksamen studerede han på eliteuniversitetet École Normale Supérieure sammen med blandt andre Simone Weil, Jean-Paul Sartre og Simone de Beauvoir. Han bestod aggrégation i filosofi i 1930. Han underviste i Chartres, på École Normale Supérieure, i Lyon, på Sorbonne og på Collège de France. Dertil var han redaktør på Les Temps Modernes. Han døde pludseligt af et slagtilfælde i 1961, kun 53 år gammel. Han er begravet på Père-Lachaise i Paris.

## Hovedværker
- Phénoménologie de la Perception (1945). Dansk oversættelse af forord samt del 1: Kroppens fænomenologi (2009, 2. udg.), og del 3: kapitel 3 (Friheden) findes i "Den menneskelige eksistens. Introduktion til den eksistentielle fænomenologi" (Keller, red., 2012, s. 145-198)
- Le primat de la perception et ses conséquenses philosophiques. Dansk: Perceptionens primat
- Sens et non-sens (1948)
- Le Visible et l'invisible (1964)
- L'Oeil et l'esprit (1964). Dansk: Maleren og filosoffen

### Yderligere essays oversat til dansk
- En samling af tekster af Merleau-Ponty "Om sprogets fænomenologi – udvalgte tekster" (Moderne Tænkere: Maurice Merleau-Ponty)
- "Cézannes tvivl" (fra Sens et non-sens)
- "Filmens psykologi" (fra Sens et non-sens) - Download denne tekst via Merleau-Ponty-siden på Livsverden.dk

## Dansk litteratur om Merleau-Ponty
- Egebak. N. (1964). Maurice Merleau-Ponty og fænomenologien. Perspektiv, årg. 12, nr. 3, s. 34-37.
- Rasmussen, T. H. (unpub.). Hvad er fænomenologi? Nogle overvejelser. (pp. 1-12).
- Søren Gosvig Olesen: Filosofien i Frankrig eller Frankrig i Filosofien (1993)
- Rasmussen, Torben Hangaard: Kroppens filosof (1996)
- Thøgersen, Ulla: Krop og fænomenologi (2003)